# Pałac w Szczodrem przy ul. Trzebnickiej 28
Pałac w Szczodrem – obiekt wybudowany po 1880 r., w miejscowości Szczodre.

## Historia
Jest to typowa eklektyczna willa nowożytna, położona na planie willi palladiańskiej, otoczona parkiem.  Wzniesiona w 1880 r. przez rząd Szwecji z przeznaczeniem na konsulat. Po II wojnie willę tę zamieszkał Stanisław Tomaszewski z żoną. Jednak z powodu kłopotów z ogrzewaniem i nastrojów społecznych przenieśli się do mniejszego domu naprzeciwko. 
W 1963 roku podczas epidemii ospy, w tym obiekcie zorganizowano szpital epidemiczny. Willa ta jak i znajdujący się dalej Pałac Sybilli oraz sama miejscowość Szczodre, posłużyły jako plan zdjęciowy przy ekranizacji historii epidemii - w filmie Zaraza Romana Załuskiego z 1971 r. 
Obecnie obiekt służy Towarzystwu Opieki im. św. Brata Alberta, mieści się w nim schronisko dla bezdomnych mężczyzn.